# Laura Yustres Vélez
Laura Yustres Vélez (Fuenlabrada, 21 d'abril de 1990), més coneguda com a Lalachus o Lala Chus, és una actriu i còmica espanyola. El 2024 va ser reconeguda amb el Premi Idol.

## Trajectòria
Llicenciada en Comunicació Audiovisual, l'any 2018, tenia un espectacle de comèdia independent a Riot Comedy. Es va donar a conèixer entre el gran públic durant la pandèmia per Covid-19 gràcies al contingut de les seves xarxes socials.
Ha estat col·laboradora de pódcast com Estirando el chicle, guanyador d'un Premis Ondas, o Cuerpos especiales, programa matinal de l'emissora Europa FM. L'any 2020 va interpretar el paper de Lydia Lozano a la sèrie televisiva Veneno, de Javier Ambrossi i Javier Calvo (parella de directors coneguts com Los Javis). Com a actriu, també ha participat en la comèdia policial Sin novedad de Rodrigo Sopeña, així com en les minisèries Treintañeras a la deriva i Válidas. L'any 2023, va formar part de la sèrie documental de Luc Loren Influencers: sobrevivir en las redes.
El 2023, es va convertir en col·laboradora habitual de La resistencia i, a l'any següent, de La Revuelta. El 2024 va estrenar un espectacle propi juntament amb Bertus, K decire k no sepas, presentat al Festival Nacional de la Comèdia a Almeria. Aquest mateix any, també va participar en el Festival Cinema Caliente, un cicle de cinema que incorpora la perspectiva d'humoristes.A més, ha estat presentadora de les gales dels Premis Min i els Premis Ondas Globals del Pòdcast 2024.
El 5 de desembre de 2024 es va donar a conèixer que seria la presentadora d'aquell any de les campanades de Cap d'Any a La 1 de Televisió Espanyola al costat de David Broncano.

## Trajectòria televisiva

### Programes de televisió
| Any          | Programa                            | Cadena         | Rol            |
| ------------ | ----------------------------------- | -------------- | -------------- |
| 2022         | Tu cara me suena                    | Antena 3       | Convidada      |
| 2023         | Influencers: sobrevivir a las redes | Prime Vídeo    | mm             |
| 2023-2024    | La resistencia                      | Movistar Plus+ | Col·laboradora |
| 2024-present | La revuelta                         | La 1           | Col·laboradora |
| 2024-2025    | Campanades de cap d'any             | La 1           | Presentadora   |
| 2025         | El Gran Prix del Verano             | La 1           | Copresentadora |

### Programes de ràdio
| Any          | Programa            | Cadena         | Rol            |
| ------------ | ------------------- | -------------- | -------------- |
| 2022-present | Estirando el chicle | Podium Podcast | Col·laboradora |

## Reconeixements
L'any 2023, va ser premiada durant la gala nadalenca celebrada en el programa Las Uvas de La Ser, i l'any següent, va ser la pregonera de les festes del Carnestoltes de Fuenlabrada.
També el 2024, la revista Forbes la va incloure en la seva llista de Millors Creadores de Contingut. Aquest mateix any, va ser reconeguda amb el Premi Ídolo en la categoria d'Humor.